# Meyerland Plaza

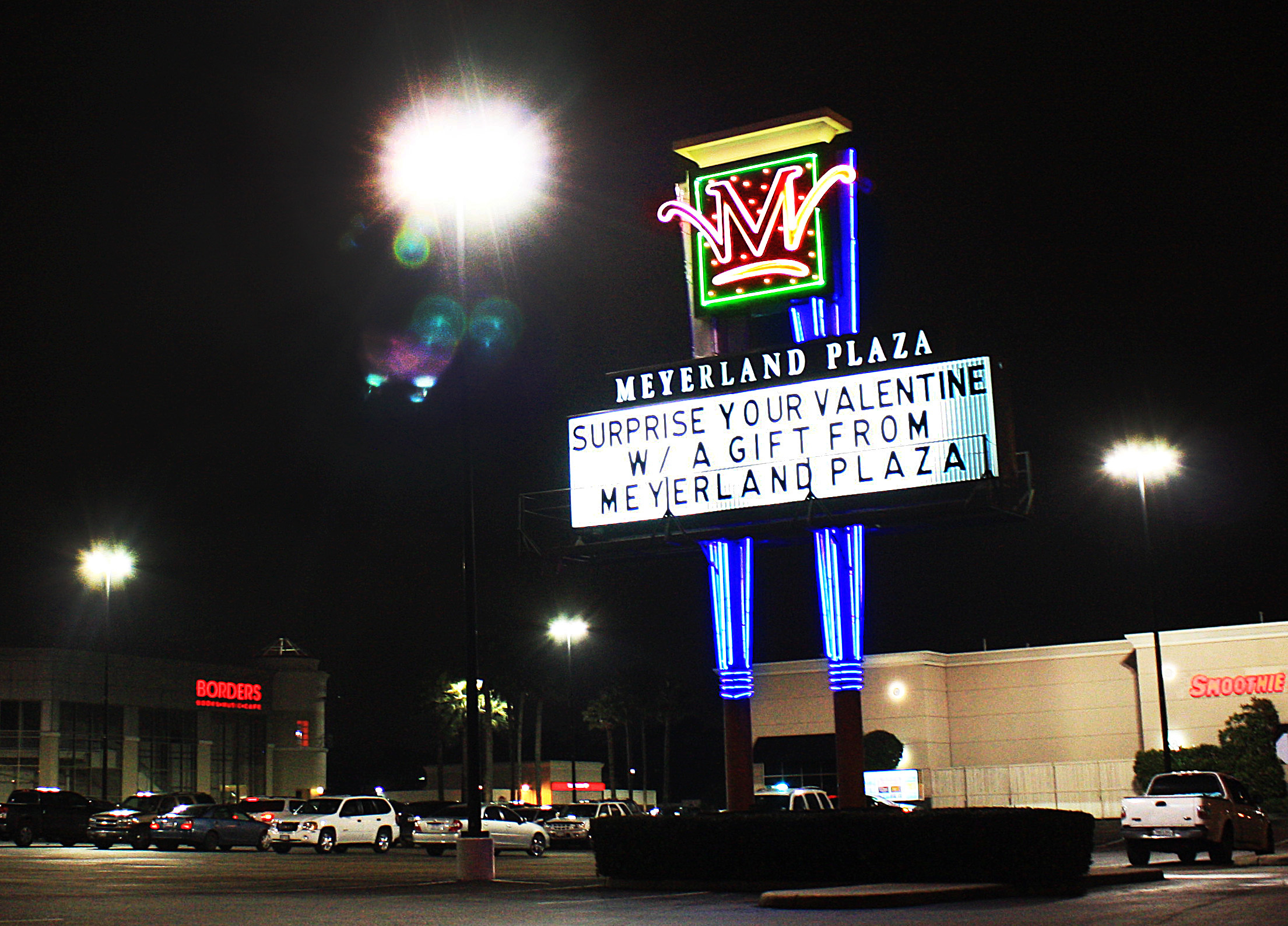
Placa do Meyerland Plaza à noite

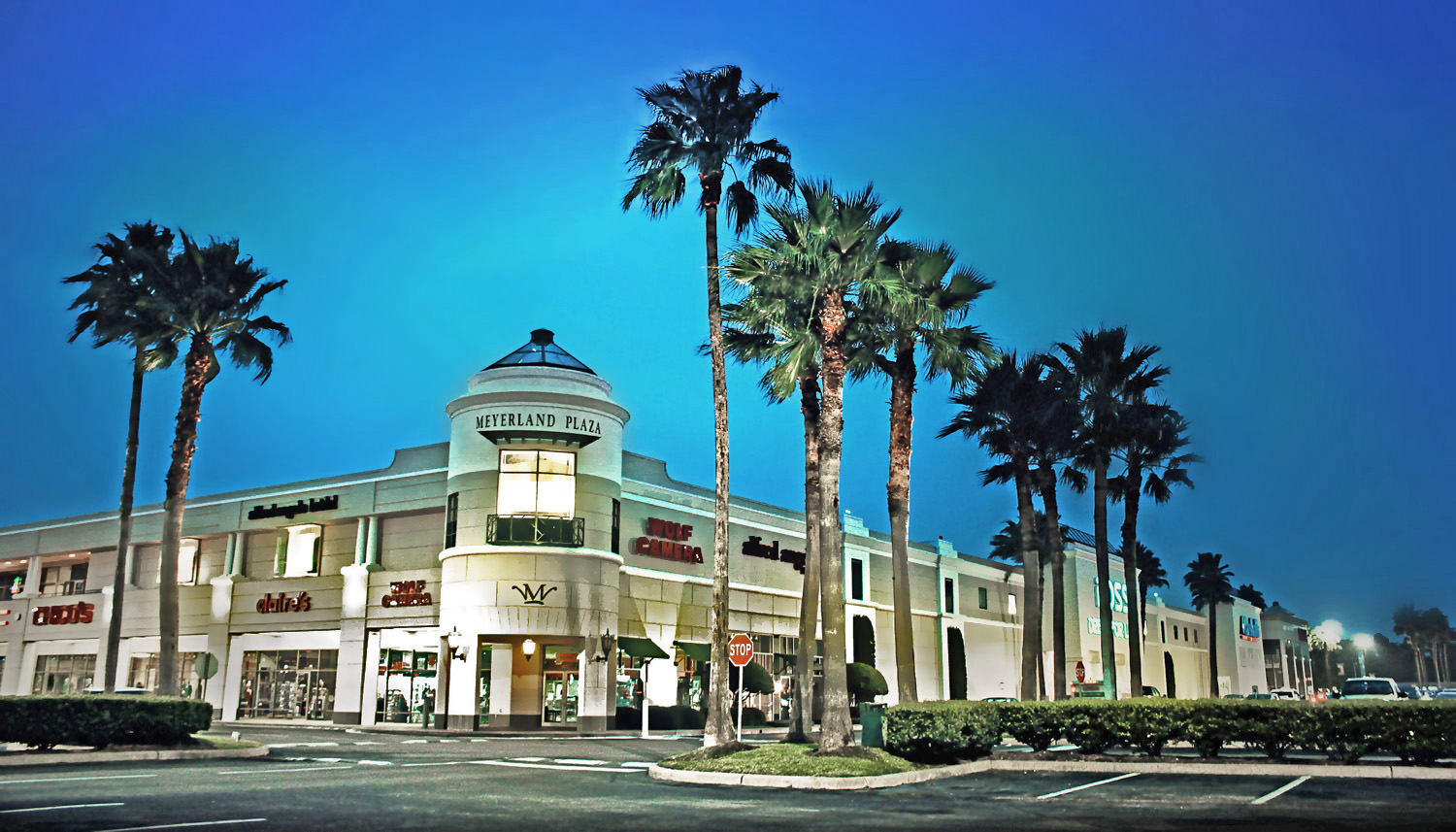
Meyerland Plaza

Meyerland Plaza é um grande shopping center localizado no sudoeste de Houston, Texas, Estados Unidos. O Meyerland Plaza está localizado no bairro de Meyerland, em Houston, e fica perto do 610 Loop.

## História
O Meyerland Plaza foi inaugurado em 31 de outubro de 1957. Um artigo do Houston Chronicle de 27 de outubro de 1957 afirmou que o Meyerland Plaza foi desenvolvido para manter a atmosfera suburbana presente nas áreas circundantes. O Meyerland Plaza foi originalmente construído como o segundo "shopping regional" de Houston. Ele originalmente abrigava um supermercado Henke & Pillot.
O shopping começou a decair nos anos 80, com a falência da ex-proprietária do centro, Meyerland Co., em 1987. O centro foi re-desenvolvido como um retail park; sua grande reabertura oficial foi em 1995.
O centro foi re-desenvolvido como um retail park; sua grande reabertura oficial foi em 1995.
No Memorial Day, em 30 de maio de 1961,[carece de fontes?] a "árvore do herói" foi dedicada como um memorial vivo ao Capitão Gary L. Herod por seu heroísmo. A árvore e a placa estavam localizadas na Rua Beechnut, perto do Compass Bank. Em fevereiro de 2018, quando a seção do Meyerland Plaza estava a ser reconstruída, o arborista Steve Navarro, do Embark Tree and Landscape Services, alegou que a árvore estava com problemas de saúde. A árvore foi cortada em julho de 2018 e entregue ao Woodworkers Club de Houston para ser transformada em um souvenir, enquanto a placa foi transferida para a Herod Elementary School.

## Lojas
A H-E-B abrirá um supermercado na Meyerland Plaza em 2019; sua loja anterior da Meyerland, localizada em outro lugar, foi fechada em 2017 após o furacão Harvey.
Becks Prime arrendou 2 701 pés quadrados (250 m2) de espaço na Meyerland Plaza em 2008.